# 辻マガル
辻 マガル（つじ まがる、1947年 - ）は日本の漫才師、タレント、俳優。福岡県出身で大阪府岸和田市在住。妻はタレントで、夫婦漫才コンビ「辻イト子・まがる」の相方でもある辻イト子。

## 経歴
大学卒業後、大阪市内の銀行で働いていた際、とある食堂でその食堂の経営者の姪であるイト子と出会い、結婚。婿養子に入り、イト子の実家の蜜柑農家を手伝うようになる。イト子との間に2女を儲け、次女が大阪府立岸和田高等学校卒業後にイト子が女優を始めた。その後自身も芸能活動を始め、イト子と夫婦漫才コンビを結成した。
他にも俳優、講師等マルチに活躍中。2007年7月には5人目となる孫が誕生し、大家族である。